# 阿南市立宝田小学校
阿南市立 宝田小学校（あなんしりつ たからだしょうがっこう）は、徳島県阿南市宝田町にある公立小学校。

## 概要
卒業後は、ほとんどの生徒が、阿南市立阿南第一中学校へ進学する。

### 教育目標
- 人権尊重の精神を基盤に、豊かな人間性を培うとともに、自ら学び主体的に実践する心身共にたくましい児童を育成する。

### 校訓
- 仲よく
- 健やかに
- 伸びよう

## 著名な卒業生
- 水野雄仁 - プロ野球選手
- 仁木博文 - 衆議院議員

## 通学区域が隣接する学校
- 阿南市立長生小学校
- 阿南市立中野島小学校
- 阿南市立横見小学校
- 阿南市立富岡小学校
- 阿南市立見能林小学校